# Frances "Franco" Stevens
Pour les articles homonymes, voir Stevens.
Frances "Franco" Stevens (née le 18 octobre 1967) est l'éditrice fondatrice de Curve, un magazine international sur le style de vie lesbien.

## Biographie
Frances "Franco" Stevens est la quatrième de cinq enfants nés de Gloria et Martin Goldberg. Elle grandit et fréquente l'école à Potomac, Maryland. Elle épouse Blaine Stevens, un médecin de l'armée américaine, à l'âge de 18 ans et déménage au Presidio de San Francisco, où Blaine est en poste. Le mariage est dissous en 1989, peu de temps après que Frances ait fait son coming out lesbien.

## Le magazineDeneuve
Frances Stevens et une équipe de bénévoles lancent le premier numéro du magazine Deneuve en 1990. Incapable de trouver un financement, Frances Stevens met son propre argent et a du mal à convaincre les annonceurs que les lesbiennes sont un marché viable. Dans les deux ans, elle obtient des achats de publicités de Budweiser et Warner Brothers. Le magazine, grand public, polychrome et brillant couvre les nouvelles nationales et internationales, la politique, les interviews de célébrités, le style, les voyages et les tendances orientés autour de l'expérience lesbienne,,,. Deneuve est connu pour attirer l'attention sur les lipstick lesbians alors que certaines célébrités commencent à sortir du placard, et pour suivre l'évolution des concepts de genre et de sexualité dans la culture lesbienne,.
Dans le but de développer la base d'abonnés du magazine, Frances Stevens s'associe à Barbara Grier de Naiad Press, à l'époque la plus grande maison d'édition féministe lesbienne au monde. Grier accepte d'inclure le formulaire d'inscription de Deneuve dans sa newsletter. Le magazine attire une large base d'abonnés très rapidement par la suite. Frances Stevens apparaît également dans des émissions de télévision, par exemple sur CNN et le talk show Geraldo (en) et elle amène son exemplaire personnel sur des tournées à travers le pays pour augmenter leur lectorat,,,.

## Procès
En 1995, l'actrice française Catherine Deneuve intente un procès pour contrefaçon de marque,. Frances Stevens nie que le nom ait été inspiré par l'actrice,. Le 19 mai 1995, une grande collecte de fonds mettant en vedette de nombreuses célébrités lesbiennes locales, telles qu'Armistead Maupin, Marga Gomez (en) et Lea DeLaria, a lieu à San Francisco pour aider le magazine à couvrir les frais juridiques associés au procès.
Catherine Deneuve déclare dans le magazine The Advocate : « Ils utilisent mon nom, et mon nom est une marchandise. On ne peut pas faire cela. »,.
L'affaire est réglée en 1996 et Frances Stevens change le nom du magazine qui devient Curve,.

## Acquisition du magazine par Avalon Media
En 2010, le magazine Curve est acquis par Avalon Media. Frances Stevens déclare : « Je suis ravie de commencer un nouveau chapitre de ma vie. Je passerai le relais de l'édition au nouveau propriétaire du magazine — Avalon Media — et à Silke Bader, une femme qui a gagné mon respect et ma gratitude pour son travail incroyable dans l'édition lesbienne au cours de la dernière décennie. »
En 2020, le magazine a une diffusion de 52 237 avec un lectorat de 182 831 personnes.
Frances Stevens siège au conseil d'administration de Gay & Lesbian Alliance Against Defamation (GLAAD) et est membre fondateur du conseil d'administration du San Francisco LGBT Community Center (en).

## Vie privée
Frances Stevens est gravement blessée dans un accident en 1997 qui la laisse invalide de façon permanente. Elle est à la retraite et vit dans la région de la baie de San Francisco avec sa femme Jen Rainin et leurs deux fils,.

## Filmographie
- Ahead of the Curve, de Jen Rainin, Rivkah Beth Medow, 2020[29]